# Grallaricula
A Grallaricula a madarak osztályának verébalakúak (Passeriformes) rendjébe és a hangyászpittafélék (Grallariidae) családjába tartozó nem.

## Rendszerezés
A nembe az alábbi 8 faj tartozik:
- Grallaricula flavirostris
- Grallaricula loricata
- csuklyás hangyászpitta (Grallaricula cucullata)
- Grallaricula peruviana
- Grallaricula ochraceifrons
- Grallaricula ferrugineipectus
- Grallaricula nana
- Grallaricula loricata
- Grallaricula lineifrons